# Escape Reef
Escape Reef är ett rev på Stora barriärrevet i Australien.   Det ligger cirka 75 km sydost om Cooktown i delstaten Queensland.